# Дефре, Одиль
Одиль Дефре (фр. Odiel Defraeye или фр. Odile Defraye; 14 июля 1888, Руселаре, Бельгия — 21 августа 1965, Вавр, Бельгия) — бельгийский профессиональный шоссейный велогонщик. Победитель велогонки «Тур де Франс» (1912). Чемпион Бельгии в групповой гонке (1911).

## Достижения
1908
1-й — Тур Фландрии (любители)
1909
2-й Чемпионат Фландрии
1909
1-й Чемпионат Фландрии
1911
1-й  Чемпион Бельгии — Групповая гонка
1912
1-й Тур де Франс — Генеральная классификация
1-й — Этапы 2, 7, 9
1-й  Тур Бельгии — Генеральная классификация
1-й — Этапы 2, 3, 6 и 7
5-й Париж — Рубе
1913
1-й Милан — Сан-Ремо
1914
1-й — Этап 6 Тур Бельгии
1921
1-й — Этап 6 Тур Бельгии

## Статистика выступлений

### Гранд-туры
| Гранд-тур    | 1909 | 1910 | 1911 | 1912 | 1913 | 1914 | 1915—1918                                         | 1919 | 1920 | 1921 | 1922 | 1923 | 1924 |
| ------------ | ---- | ---- | ---- | ---- | ---- | ---- | ------------------------------------------------- | ---- | ---- | ---- | ---- | ---- | ---- |
| Тур де Франс | НФ   | —    | —    | 1    | НФ   | НФ   | Соревнование не проводилось: Первая мировая война | НФ   | НФ   | —    | —    | —    | НФ   |

| —  | Не участвовал  |
| НФ | Не финишировал |